# Abraham Osheroff
Abraham Osheroff (24 de octubre de 1915 – 6 de abril de 2008) fue un activista social, veterano de guerra y documentalista estadounidense.

## Biografía
Nacido en Brooklyn, en una familia de inmigrantes judíos rusos, entró en política con apenas doce años, cuando se unió a las protestas contra la condena a muerte de los anarquistas Sacco y Vanzetti en los años veinte. Estudió en Nueva York y se afilió al partido comunista, pero su llamada estaba en los sindicatos, donde trabajó organizando a los obreros de Pensilvania antes de partir para luchar en la guerra civil española.

### Guerra civil española
Su decisión de unirse a los brigadistas la tomó tras ver las noticias sobre el bombardeo nazi de Guernica. A pocas millas de la costa española, el barco que le llevaba a España se hundió y tuvo que llegar a nado. Luchó en diferentes batallas, incluida una bronca personal con Ernest Hemingway, que le acusó de robarle su comida, algo que el propio Osheroff reconoció. En agosto de 1938 le hirieron y regresó a Estados Unidos.

### Compromiso político
Pero como para la mayoría de los miembros del Batallón Abraham Lincoln, el retorno no fue fácil. Tras el final de la II Guerra Mundial los conservadores estadounidenses les hicieron la vida imposible, identificándoles con el enemigo de entonces, los comunistas y allegados. Pero las continuas persecuciones a las que fue sometido no le amedrentaron. Tras presentarse sin éxito a las elecciones a concejal de Nueva York en 1940, realizó todo tipo de trabajos pero siempre con un pie en el compromiso político: organizó equipos de estadounidenses para viajar a Nicaragua y colaborar con el gobierno de izquierdas que después fue derrocado con la ayuda de Estados Unidos, fue un vocal opositor a la guerra de Vietnam e incluso luchó contra las inmobiliarias en la costa de California. Tras llegar a Misisipi en 1964 para ayudar en la lucha por los derechos civiles de la población negra, sufrió un intento de asesinato del que salió ileso. Un año antes de su fallecimiento aún se le podía ver protestando en Seattle contra la guerra de Irak. Durante una sentada en 2006, sufrió el último de los múltiples arrestos de su vida.

## Homenaje
Osheroff fallecía el 6 de abril de un ataque al corazón. Apenas seis días antes, se inauguraba en San Francisco el primer y único monumento que Estados Unidos le ha dedicado a los hombres que decidieron voluntariamente unirse a la lucha contra el fascismo en España.
Durante la ceremonia, Osheroff subrayó que: "los bastardos nunca dejarán de ser malvados y los seres humanos decentes nunca se rendirán en su lucha".

## Documental
Osheroff firmó un celebrado documental sobre sí mismo: Dreams and Nightmares, en 1974, que consiguió diversos premios en Europa y en el que relataba su odisea de Brooklyn a España. Años después realizaría otro filme sobre pósteres de la época de la Guerra Civil.